# Claterna sparsipuncta
Claterna sparsipuncta är en fjärilsart som beskrevs av Pierre E.L. Viette 1966. Claterna sparsipuncta ingår i släktet Claterna och familjen nattflyn. Inga underarter finns listade i Catalogue of Life.